# シャケトラ
シャケトラ（欧字名:Sciacchetra、2013年3月17日 - 2019年4月17日）は、日本の競走馬。主な勝ち鞍に2017年の日経賞、2019年のアメリカジョッキークラブカップ、阪神大賞典。
馬名の意味は、「イタリアの幻のデザートワイン」。

## 戦績

### デビュー - 2016年
2013年3月17日に北海道安平町のノーザンファームで誕生。2014年のセレクトセール1歳馬市場に上場され、金子真人によって4900万円(税抜)で落札された。ノーザンファーム空港牧場のR厩舎での育成中には、佐々木淳吏厩舎長から「サトノダイヤモンドと双璧」と評価されるほどの期待の一頭であった。
栗東・角居勝彦厩舎に入厩。しかし、デビュー前の骨折により調整は遅れ、東京優駿も終了した後の3歳6月の未勝利戦でようやく初出走・初勝利を挙げる。その後、2戦目の美濃特別(500万下)は3着に敗れたが、続く500万下、境港特別(1000万下)を連勝して、3歳時は4戦3勝で終えている。

### 2017年 - 2018年
2017年は格上挑戦となった日経新春杯でミッキーロケットにハナ差の2着に好走。続く日経賞にはテン乗りの田辺裕信とのコンビで出走した。序盤はゴールドアクターやレインボーライン を視野に入れつつ競馬を行い、向こう正面から3コーナーへかけてレインボーライン がインへ進路を取ったのとは対照的に、外を回って番手をあげていき、直線までに3番手まで上がった。前には、ゴールドアクターとミライヘノツバサが残っていたが、ゴールドアクターをかわした後、直線で粘リ込みを図るミライヘノツバサを差し切ってキャリア6戦目での重賞初制覇となった。鞍上の田辺騎手は、「特に気をつけたのはレインボーライン の動きでした。前を走っていたので、この馬の出方次第では僕が動きづらくなってしまう。それだけは避けたかった」「シャケトラは本当に良いリズムで走ってくれていた」「４コーナーから直線を向く時も勢いがあったので“これなら先行勢をのみ込める！！”と感じた」「手応え的にゴールドアクターはかわせると思いました。ただ、思った以上にミライヘノツバサがよく粘っていました」としながらも、ゴールを前にして「勝てる」と確信するほどの脚色であったという。
この大勝利を受けて、天皇賞（春）でも引き続き田辺裕信騎手が騎乗することになった。1枠1番となり、「日経賞のスタートが思ったほど出てくれませんでした。京都の3200メートルの最内枠で同じようなスタートになったら、外からくる馬に次々とかぶされて相当悪い位置になっちゃうと思いました」と考えたため、スタートではキタサンブラックの後ろあたりを目標に出していったが、他馬と接触した際に怒ってしまい、鞍上がなだめるのに苦労してしまった。そうした事情もあり、レースは速い流れで前が残るレースになったにもかかわらず早々に脱落。キタサンブラックがレコード勝利をした中で、9着に終わってしまった。
その後は古馬の王道GIを連戦したが、宝塚記念4着以外は掲示板にも載れず、GIの壁に阻まれた。
2018年は春に左前脚を骨折し、全休となった。

### 2019年
1年1ヶ月ぶりの復帰戦となった2019年のアメリカジョッキークラブカップでは騎乗予定だった戸崎圭太がインフルエンザのため、前日に石橋脩へと乗り替わった。レースに向けた輸送を行う前の馬体重は530キロを超えていて見た目にも太目が残っていた一方で、担当の上村典久調教助手は、「真冬の厳寒期で絞りたくても絞れない時期でした。馬運車で汗をかいて絞れるといってもしれていますから。ひとつ今までと違うなと思ったのは、中山に輸送してからいつになく、うるさかったのです。輸送は慣れていましたし、関東圏の輸送なんて何回も行っていたのです」と普段と異なる状態であったと語っている。好位追走から直線で先頭に立ち、菊花賞馬フィエールマンの追撃をアタマ差退けて復帰戦を勝利で飾った。中391日の長期休養明けの重賞制覇は1988年のオールカマーを中461日で制したスズパレードに次ぐ史上2位の記録である。後に上村調教助手は「この日、僕が泊まったのがたまたまシャケトラのいる厩舎と壁一枚の場所で。夜中にぐるぐる回っている音が聞こえたのです。もう、ずっと、です。そんなことはこれまでなかったので、大丈夫かと心配になるほどでした。朝、馬房に行くと汗だく。湯気があがるほどでした。トレーニングしていたのか、自分で体を作っていたのか。蓋を開けたら13カ月前の有馬記念からプラス2キロですよ。プラス10キロくらいは覚悟していたのです。これなら、もしかしていけるんじゃないかなという気はしましたが、まさか勝つまではいかないだろうと思っていました」「ちょうど弟（上村洋行）が技術調教師として角居厩舎にいました。彼は石橋脩騎手と親交があったのでシャケトラの癖や特徴を伝えてもらいました。スッと動ける馬ではないので、長くいい脚を使える競馬をして欲しい、と伝えました。初めて重賞を勝った日経賞みたいなイメージで乗って欲しかったのです。僕が思っていた通りのレースをしてくれました」と回想している。
続く阪神大賞典では重賞では初めて1番人気に推され、鞍上は戸崎圭太騎手であった。上村調教助手は戸崎騎手に対して、「（変にポジションを取りにいったらガッツンと噛むため、もう前半出たなりでポジションはどこになってもいいから）ゲートを出たら何も仕掛けず、じっとしといてほしい」とだけ指示したという。前半スタート200mは噛んでいたものの、1周目のスタンド前を通る際には後方から3，4番手であり折り合っていた。3コーナーの手前で逃げるロードヴァンドールをめがけて進出し、直線手前でロードヴァンドールを難なくかわして一気に先頭に立った後は、戸崎騎手のステッキ2発で気合を付け、2着のカフジプリンスに5馬身差をつけて圧勝した。戸崎騎手は「3000m以上で勝ったことがなかったので、心配は僕だけでした」と語っている。
その後、4月28日に行われる天皇賞（春）を目指して調整されていたが、4月17日の朝に、CWコースでの追い切りを行っていた際の直線で左前第一指骨粉砕骨折を発症。予後不良と診断され、安楽死の処置がとられた。角居は「元々が骨折して1年待って使った馬。状態がよかっただけに、そこに負担がかかったのではないか」とコメントしている。一方、上村調教助手は「年明けから2回使って中身の方はできていたので、どうしても1週前追い切りに強い負荷をかけたかったのですね。今になって、そこまでやる必要はあったのかと思ってしまう。でも、G1となると攻めないと勝てない」と語っている一方で、有馬記念の後と同じ脚であったが同じ箇所であったのかという質問に対しては、「違うと思います。脚は同じだけど、箇所は微妙に違う。本当に突発的な事故だと思うのですよ。シャケトラは気が強そうに見えて、すごく痛みに敏感で、絶対にサインを出す馬でした。痛いとすぐに歩様に見せる。今まで2回骨折しているのです。が、2回とも歩様に異常を感じました。そんな馬だったので痛みを表せば、すぐに調教をやめようと持っていける。でも、あの朝（4月17日）はサインも仕草もないし、腫れもなかった。そもそも特異な場所だったのです。レントゲンにも映らないようなところ。MRIをとってやっとわかるくらいでした」と答えており、また「初のG1制覇が手に届きそうなところまで来ていたので。でも、脚元をセーブして勝てるようなレースではない。ちょっとでもサインを出してくれていたらと。そればかり考えています」というように突発的な事故であったと語っている。

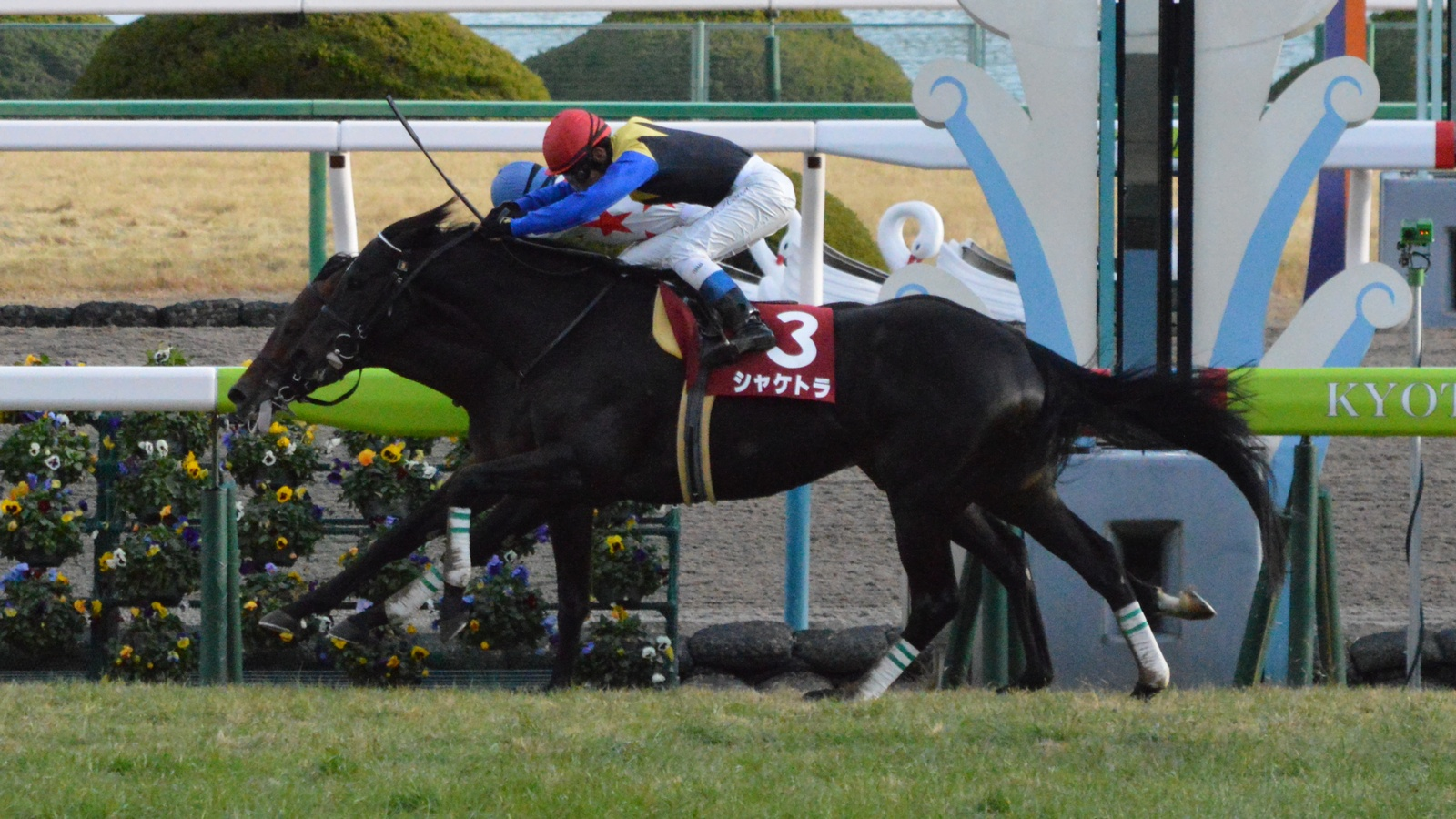
2017年日経新春杯
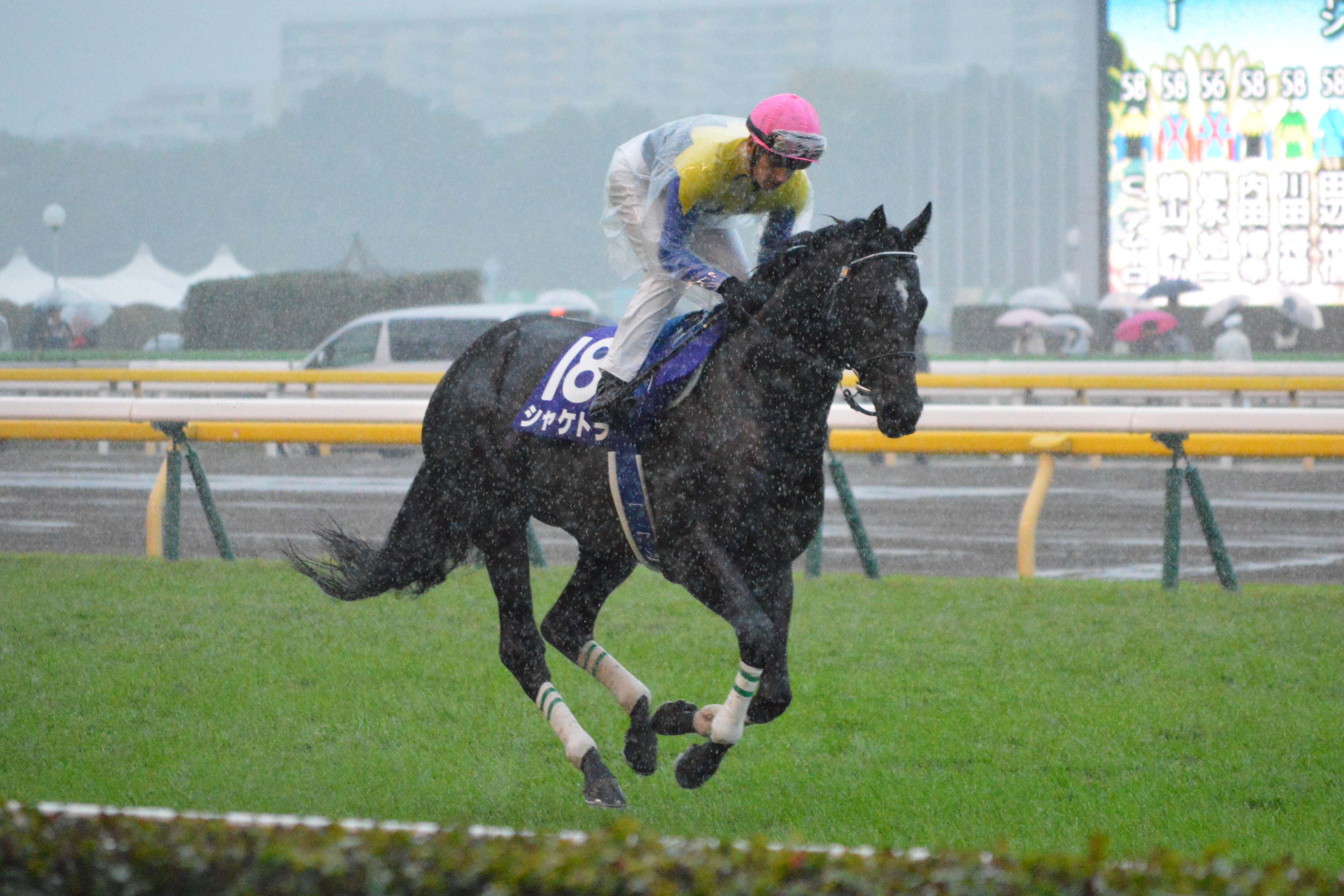
2017年天皇賞秋
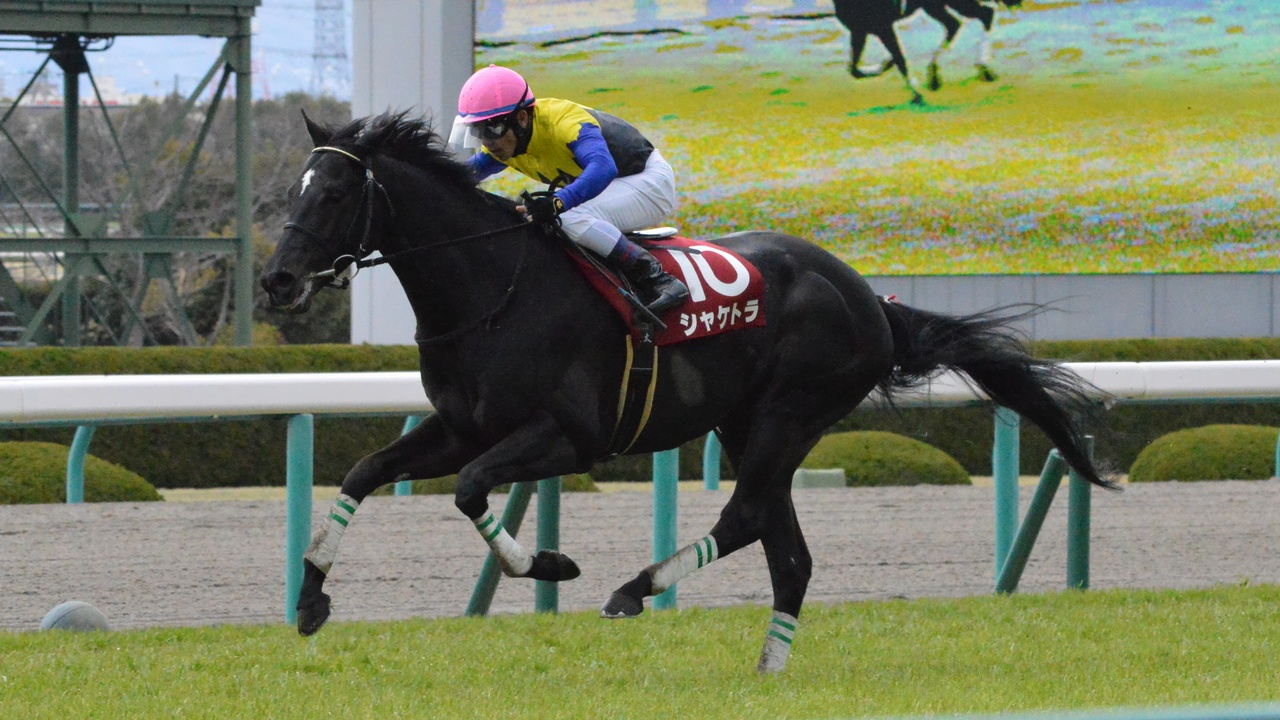
2019年阪神大賞典

## 特徴
シャケトラは、500キロを超える青鹿毛であり、迫力と上品さを併せ持っており、顔はハンサムなのに、あどけなさも残るとされている。シャケトラを担当していた上村典久調教助手は、彼の特徴について「食べているときは大人しいのですよ。食べることが大好きでした。4年間つきあってきましたけど、飼い葉を1回も残したことはないですね。ですから体重には一番気をつかっていました。成長していくにつれて、どんどん体重が増えていったので。調教量はきつくなりましたね。乗る距離が多くなりました。結構ハードな調教メニューをこなしていた割りには、苦しがったり馬場入りを嫌がったり坂路におろすのを嫌がったりということはなかったです。テンションが高くなったりすることもなくて。運動もそれなりに好きだったんでしょう」と語っている。

## 競走成績
以下の内容は、netkeiba.comの情報に基づく。
| 競走日     | 競馬場 | 競走名       | 格   | 距離（馬場）  | 頭 数 | 枠 番 | 馬 番 | オッズ （人気） | 着順 | タイム （上り3F） | 着差 | 騎手        | 斤量 [kg] | 1着馬（2着馬）         | 馬体重 [kg] |
| ---------- | ------ | ------------ | ---- | ------------- | ----- | ----- | ----- | --------------- | ---- | ----------------- | ---- | ----------- | --------- | ---------------------- | ----------- |
| 2016.06.12 | 阪神   | 3歳未勝利    |      | 芝2000m（良） | 16    | 1     | 2     | 001.70（1人）   | 01着 | R2:00.4（34.1）   | -0.2 | 0浜中俊     | 56        | （メイショウオニマル） | 516         |
| 0000.07.03 | 中京   | 美濃特別     | 5下  | 芝2000m（良） | 10    | 7     | 8     | 001.60（1人）   | 03着 | R2:00.1（33.4）   | -0.2 | 0浜中俊     | 54        | サンライズクロンヌ     | 512         |
| 0000.10.01 | 阪神   | 3歳上500万下 |      | 芝2400m（稍） | 18    | 1     | 1     | 001.60（1人）   | 01着 | R2:27.1（36.1）   | -0.1 | 0浜中俊     | 54        | （ライトファンタジア） | 518         |
| 0000.12.11 | 阪神   | 境港特別     | 10下 | 芝2200m（良） | 9     | 5     | 5     | 001.30（1人）   | 01着 | R2:13.7（35.2）   | -0.1 | 0C.ルメール | 55        | （リッチーリッチー）   | 518         |
| 2017.01.17 | 京都   | 日経新春杯   | GII  | 芝2400m（稍） | 14    | 3     | 3     | 004.20（2人）   | 02着 | R2:25.7（35.7）   | -0.0 | 0浜中俊     | 53        | ミッキーロケット       | 516         |
| 0000.03.25 | 中山   | 日経賞       | GII  | 芝2500m（良） | 16    | 7     | 13    | 007.30（4人）   | 01着 | R2:32.8（35.0）   | -0.1 | 0田辺裕信   | 55        | （ミライヘノツバサ）   | 510         |
| 0000.04.30 | 京都   | 天皇賞（春） | GI   | 芝3200m（良） | 17    | 1     | 1     | 009.90（3人）   | 09着 | R3:13.7（36.0）   | -1.2 | 0田辺裕信   | 58        | キタサンブラック       | 508         |
| 0000.06.25 | 阪神   | 宝塚記念     | GI   | 芝2200m（稍） | 11    | 6     | 6     | 008.50（2人）   | 04着 | R2:12.0（36.2）   | -0.6 | 0C.ルメール | 58        | サトノクラウン         | 510         |
| 0000.10.29 | 東京   | 天皇賞（秋） | GI   | 芝2000m（不） | 18    | 8     | 18    | 030.6（11人）   | 15着 | R2:15.1（45.0）   | -6.8 | 0C.デムーロ | 58        | キタサンブラック       | 526         |
| 0000.11.26 | 東京   | ジャパンC    | GI   | 芝2400m（良） | 17    | 7     | 13    | 048.20（7人）   | 11着 | R2:25.2（36.1）   | -1.5 | 0福永祐一   | 57        | シュヴァルグラン       | 524         |
| 0000.12.24 | 中山   | 有馬記念     | GI   | 芝2500m（良） | 16    | 4     | 7     | 029.60（7人）   | 06着 | R2:34.1（35.6）   | -0.5 | 0福永祐一   | 57        | キタサンブラック       | 520         |
| 2019.01.20 | 中山   | AJCC         | GII  | 芝2200m（良） | 11    | 7     | 8     | 038.50（7人）   | 01着 | R2:13.7（34.2）   | -0.0 | 0石橋脩     | 56        | （フィエールマン）     | 522         |
| 0000.03.17 | 阪神   | 阪神大賞典   | GII  | 芝3000m（稍） | 11    | 8     | 10    | 002.20（1人）   | 01着 | R3:06.5（37.6）   | -0.8 | 0戸崎圭太   | 57        | （カフジプリンス）     | 518         |

## 血統表
| シャケトラの血統                  | シャケトラの血統                                     | シャケトラの血統                      | （血統表の出典）                      | （血統表の出典） |
| 父系                              | サンデーサイレンス系                                 | サンデーサイレンス系                  | サンデーサイレンス系                  | [ § 2 ]          |
| 父 マンハッタンカフェ 1998 青鹿毛 | 父の父*サンデーサイレンス Sunday Silence 1986 青鹿毛 | Halo                                  | Hail to Reason                        | Hail to Reason   |
| 父 マンハッタンカフェ 1998 青鹿毛 | 父の父*サンデーサイレンス Sunday Silence 1986 青鹿毛 | Halo                                  | Cosmah                                |                  |
| 父 マンハッタンカフェ 1998 青鹿毛 | 父の父*サンデーサイレンス Sunday Silence 1986 青鹿毛 | Wishing Well                          | Understanding                         | Understanding    |
| 父 マンハッタンカフェ 1998 青鹿毛 | 父の父*サンデーサイレンス Sunday Silence 1986 青鹿毛 | Wishing Well                          | Mountain Flower                       |                  |
| 父 マンハッタンカフェ 1998 青鹿毛 | 父の母*サトルチェンジ Subtle Change 1988 黒鹿毛      | Law Society                           | Alleged                               | Alleged          |
| 父 マンハッタンカフェ 1998 青鹿毛 | 父の母*サトルチェンジ Subtle Change 1988 黒鹿毛      | Law Society                           | Bold Bikini                           |                  |
| 父 マンハッタンカフェ 1998 青鹿毛 | 父の母*サトルチェンジ Subtle Change 1988 黒鹿毛      | Santa Luciana                         | Luciano                               | Luciano          |
| 父 マンハッタンカフェ 1998 青鹿毛 | 父の母*サトルチェンジ Subtle Change 1988 黒鹿毛      | Santa Luciana                         | Suleika                               |                  |
| 母 *サマーハ Samaaha 2006 黒鹿毛  | 母の父Singspiel 1992 鹿毛                            | In The Wings                          | Sadler's Wells                        | Sadler's Wells   |
| 母 *サマーハ Samaaha 2006 黒鹿毛  | 母の父Singspiel 1992 鹿毛                            | In The Wings                          | High Hawk                             |                  |
| 母 *サマーハ Samaaha 2006 黒鹿毛  | 母の父Singspiel 1992 鹿毛                            | Glorious Song                         | Halo                                  | Halo             |
| 母 *サマーハ Samaaha 2006 黒鹿毛  | 母の父Singspiel 1992 鹿毛                            | Glorious Song                         | Ballade                               |                  |
| 母 *サマーハ Samaaha 2006 黒鹿毛  | 母の母Genovefa 1992 鹿毛                             | Woodman                               | Mr. Prospector                        | Mr. Prospector   |
| 母 *サマーハ Samaaha 2006 黒鹿毛  | 母の母Genovefa 1992 鹿毛                             | Woodman                               | *プレイメイト                         |                  |
| 母 *サマーハ Samaaha 2006 黒鹿毛  | 母の母Genovefa 1992 鹿毛                             | Reigning Countess                     | Far North                             | Far North        |
| 母 *サマーハ Samaaha 2006 黒鹿毛  | 母の母Genovefa 1992 鹿毛                             | Reigning Countess                     | Countess Fager                        |                  |
| 母系(F-No.)                       | (FN:4-r)                                             | (FN:4-r)                              | (FN:4-r)                              | [ § 3 ]          |
| 5代内の近親交配                   | Halo 3×4、Northern Dancer 5×5（母内）                | Halo 3×4、Northern Dancer 5×5（母内） | Halo 3×4、Northern Dancer 5×5（母内） | [ § 4 ]          |
| 出典                              | 1. 2. 3. 4.                                          | 1. 2. 3. 4.                           | 1. 2. 3. 4.                           | 1. 2. 3. 4.      |

- 母サマーハはイギリス産で不出走。その半兄にバーデン大賞とオイロパ賞の勝ち馬マムール（Mamool）がいる[17]。
- 従兄弟Ice Flowerの孫に中山金杯の勝ち馬リカンカブールがいる。
- 4代母の半妹Sweet Moverの子孫に羽田盃と東京ダービーの勝ち馬シーチャリオット、クイーンエリザベス2世ステークスの勝ち馬キングオブチェンジ（King of Change）がいる。